# Richard Groß (Landrat)
Richard Groß (* 30. Dezember 1940 in Gau-Bickelheim, Rheinhessen) ist ein deutscher Politiker (CDU). Von 1983 bis 2005 war er Landrat des Kreises Trier-Saarburg.

## Leben
Nach dem Abitur 1960 am Gymnasium Alzey studierte Groß in Mainz und Berlin, 1964 schloss er als Diplom-Volkswirt ab. Nachfolgend war er bis März 1970 als wissenschaftlicher Assistent an der Johannes Gutenberg-Universität Mainz tätig. Ein Stipendium der Fazit-Stiftung ermöglichten ihm in den Jahren 1966/67 Studienaufenthalte in Brüssel, London und Paris zur Vorbereitung seiner Dissertation, 1969 promovierte er in Mainz  zum Thema Freiheit und Intervention im Kapitalverkehr zwischen Industrieländern.
Ab April 1970 begann er seine berufliche Laufbahn als Referent im Sozialministerium Rheinland-Pfalz. Bis zu seiner Ernennung zum Landrat war er zuletzt Ministerialrat (seit 1979), stellvertretender Leiter der Gesundheitsabteilung (Krankenhausfinanzierung) und zudem Vorsitzender des Personalrats im Ministerium.
Groß ist verheiratet und hat zwei erwachsene Kinder.

## Politik
Richard Groß trat 1973 in die CDU ein. Bis zum November 1983 war er CDU-Fraktionsvorsitzender im Rat der Verbandsgemeinde Nieder-Olm.
Im November 1983 erhielt Groß durch Ministerpräsident Bernhard Vogel die Bestellung zum Landrat des Kreises Trier-Saarburg, die offizielle Einführung als Nachfolger von Dieter Braun-Friderici erfolgte 1984. Zunächst vom Kreistag im November 1991 wiedergewählt, erfolgte die zweite Bestätigung am 25. März 2001 aufgrund des geänderten Kommunalwahlrechts erstmals durch eine Direktwahl der Wähler, Groß erreichte dabei einen Stimmenanteil von 62,45 %. Damit eigentlich bis zum November 2009 gewählt, entschied er sich, bereits mit Wirkung zum 31. Dezember 2005 – und damit einen Tag nach seinem 65. Geburtstag – in den Ruhestand zu treten. Sein Nachfolger wurde der am 5. Juni 2005 gewählte Günther Schartz (CDU).
Schwerpunkte seiner Amtszeit als Landrat waren die Verbesserung der Infrastruktur durch den Bau von Kindergärten, Bürgerhäusern, Straßen, Radwegen und die Auflegung eines Schulneubau- und -sanierungsprogramms, sowie die Erschließung neuer Industrie- und Gewerbeflächen wie des Industrieparks Region Trier. Zudem arbeitete er auf den verschiedenen politischen Ebenen von Bund bis Kreis in den Vorständen von wirtschaftlichen, sozialen und kulturellen Zweckverbänden, sowie von Einrichtungen mit Aufgaben in den Bereichen Gesundheit, Raumordnung und Umwelt mit.

## Ehrenamtliches Engagement
Groß engagiert sich bei der Kulturstiftung Trier als „Kultur Engel“. Diese kulturinteressierten Menschen unterstützen ehrenamtlich mit ihrem Fachwissen Kulturschaffende.

## Ehrungen
- 2000 Franz-Weißebach-Preis[6]
- 2001 Peter-Cornelius-Plakette[7]
- Ehrenpräsident des Landesmusikverbandes Rheinland-Pfalz[8]
- Ehrenvorsitzender Deutsches Rotes Kreuz, Kreisverband Trier-Saarburg e. V.[9]